# Psitacoteri
El psitacoteri (Psittacotherium multifragum) és una espècie extinta de mamífer teniodont de la família dels estilinodòntids que visqueren a Nord-amèrica durant el Paleocè, fa entre 56,8 i 63,3 milions d'anys. Se n'han trobat restes fòssils a Colorado, Montana, Nou Mèxic, Texas i Wyoming (Estats Units). Es tracta de l'única espècie del gènere Psittacotherium. Era un dels mamífers més grossos del Paleocè superior, amb una llargada de 110 cm i un pes d'aproximadament 50 kg. Les potes anteriors eren potents i estaven dotades d'urpes ben grosses. El nom genèric Psittacotherium significa ‘bèstia lloro’ i es refereix a l'aspecte de la seva mandíbula, curta i profunda, que recorda el bec d'un lloro.